# Persone di cognome Webb
| Questa pagina contiene informazioni ricavate automaticamente dalle voci biografiche con l'ausilio del template Bio e di un bot. L'aggiornamento è periodico e automatico e ricostruisce completamente la pagina. Se manca una persona in questa lista, sei pregato di non aggiungerla, ma accertati piuttosto che la sua voce biografica contenga il template Bio e che i dati anagrafici siano correttamente compilati. Se il template Bio manca, inseriscilo tu stesso o, in alternativa, metti l'avviso {{tmp\|Bio}} che ne segnala la mancanza. Se i dati riportati sono sbagliati, correggi direttamente la voce biografica; le modifiche saranno visibili in questa lista entro pochi giorni. Per chiarimenti vedi il progetto antroponimi. La lista contiene solo le 74 persone che sono citate nell'enciclopedia e per le quali è stato implementato correttamente il template Bio. Pagina aggiornata al 23 lug 2025. |

Questa è una lista di persone presenti nell'enciclopedia che hanno il cognome Webb, suddivise per attività principale.

## Allenatori di calcio(2)
- Alan Webb, allenatore di calcio e ex calciatore inglese (Wrockwardine, n. 1963)
- Neil Webb, allenatore di calcio e ex calciatore inglese (Reading, n. 1963)

## Arbitri di calcio(1)
- Howard Webb, ex arbitro di calcio inglese (Rotherham, n. 1971)

## Architetti(3)
- Aston Webb, architetto britannico (Londra, n. 1849 - Londra, † 1930)
- John Webb, architetto, scrittore e sinologo britannico (Smithfield, n. 1611 - Butleigh, † 1672)
- Philip Webb, architetto e designer britannico (Oxford, n. 1831 - Worth, † 1915)

## Arciere(1)
- Margaret Harriman, arciera e nuotatrice sudafricana (Inghilterra, n. 1928 - Maine, † 2003)

## Astronomi(1)
- Thomas William Webb, astronomo britannico (n. 1807 - † 1885)

## Attori(5)
- Alan Webb, attore inglese (York, n. 1906 - Sussex, † 1982)
- Bronson Webb, attore britannico (Londra, n. 1983)
- Danny Webb, attore britannico (Londra, n. 1958)
- Jack Webb, attore, regista e sceneggiatore statunitense (Santa Monica, n. 1920 - West Hollywood, † 1982)
- Richard Webb, attore statunitense (Bloomington, n. 1915 - Los Angeles, † 1993)

## Attrici(4)
- Bresha Webb, attrice statunitense (Baltimora, n. 1984)
- Chloe Webb, attrice statunitense (New York, n. 1956)
- Haley Webb, attrice statunitense (Woodbridge, n. 1985)
- Marti Webb, attrice e cantante inglese (Cricklewood, n. 1944)

## Avvocati(1)
- William Webb, avvocato australiano (n. 1887 - † 1972)

## Batteristi(1)
- Chick Webb, batterista statunitense (Baltimora, n. 1905 - Baltimora, † 1939)

## Botanici(1)
- David Allardyce Webb, botanico irlandese (Dublino, n. 1912 - Oxford, † 1994)

## Calciatori(3)
- David James Webb, ex calciatore e allenatore di calcio inglese (Londra, n. 1946)
- John Webb, ex calciatore inglese (Liverpool, n. 1952)
- Jordan Webb, ex calciatore canadese (n. 1988)

## Cantanti(2)
- Gary Numan, cantante e musicista britannico (Londra, n. 1958)
- Crystal Gayle, cantante statunitense (Paintsville, n. 1951)

## Cantautrici(1)
- Mimi Webb, cantautrice britannica (Canterbury, n. 2000)

## Cestiste(1)
- Umeki Webb, ex cestista statunitense (Dallas, n. 1975)

## Cestisti(4)
- Jeff Webb, ex cestista statunitense (Milwaukee, n. 1948)
- Spud Webb, ex cestista e dirigente sportivo statunitense (Dallas, n. 1963)
- Marcus Webb, ex cestista statunitense (Montgomery, n. 1970)
- Norris Webb, ex cestista panamense (Panama, n. 1945)

## Ciclisti su strada(1)
- Graham Webb, ciclista su strada britannico (n. 1944 - † 2017)

## Comici(1)
- Robert Webb, comico, attore e scrittore britannico (Boston, n. 1972)

## Compositori(2)
- Jimmy Webb, compositore, cantautore e paroliere statunitense (Elk City, n. 1946)
- Roy Webb, compositore statunitense (New York, n. 1888 - Santa Monica, † 1982)

## Economiste(1)
- Martha Beatrice Webb, economista e sociologa britannica (Gloucestershire, n. 1858 - Liphook, † 1943)

## Erpetologi(1)
- Robert Webb, erpetologo statunitense (Long Beach, n. 1927 - † 2018)

## Fotografi(1)
- Alex Webb, fotografo statunitense (San Francisco, n. 1952)

## Funzionari(1)
- James E. Webb, funzionario statunitense (Tally Ho, n. 1906 - Washington, † 1992)

## Giocatori di football americano(5)
- Davis Webb, ex giocatore di football americano e allenatore di football americano statunitense (Prosper, n. 1995)
- J'Marcus Webb, giocatore di football americano statunitense (Fort Worth, n. 1988)
- Lardarius Webb, ex giocatore di football americano statunitense (Opelika, n. 1985)
- Mark Webb, giocatore di football americano canadese (Filadelfia, n. 1998)
- Sam Webb, giocatore di football americano statunitense (Excelsior Springs, n. 1998)

## Giornalisti(1)
- Gary Webb, giornalista statunitense (Corona, n. 1955 - Carmichael, † 2004)

## Marciatori(1)
- Ernest Webb, marciatore britannico (Londra, n. 1874 - Toronto, † 1937)

## Mezzofondisti(1)
- Jamie Webb, mezzofondista britannico (n. 1993)

## Modelle(1)
- Veronica Webb, supermodella e attrice statunitense (Detroit, n. 1965)

## Pallanuotisti(1)
- Russ Webb, ex pallanuotista e nuotatore statunitense (Los Angeles, n. 1945)

## Piloti automobilistici(1)
- Travis Webb, pilota automobilistico statunitense (Joplin, n. 1910 - McMinnville, † 1990)

## Piloti motociclistici(1)
- Danny Webb, pilota motociclistico britannico (Royal Tunbridge Wells, n. 1991)

## Politici(2)
- Sam Webb, politico e attivista statunitense (Maine, n. 1945)
- Sidney James Webb, politico britannico (Londra, n. 1859 - Liphook, † 1947)

## Produttori cinematografici(1)
- Ira S. Webb, produttore cinematografico, scenografo e sceneggiatore statunitense (n. 1899 - † 1971)

## Pugili(1)
- Wally Webb, pugile britannico (Londra, n. 1882 - Hendon, † 1949)

## Registi(4)
- Robert D. Webb, regista statunitense (Clay City, n. 1903 - Newport Beach, † 1990)
- Kenneth S. Webb, regista, sceneggiatore e compositore statunitense (New York, n. 1885 - Hollywood, † 1966)
- Marc Webb, regista e produttore televisivo statunitense (Bloomington, n. 1974)
- Millard Webb, regista, sceneggiatore e attore statunitense (Clay City, n. 1893 - Los Angeles, † 1935)

## Rugbisti a 15(2)
- Jonathan Webb, ex rugbista a 15 e chirurgo britannico (Londra, n. 1963)
- Rhys Webb, rugbista a 15 britannico (Bridgend, n. 1988)

## Sceneggiatori(1)
- James R. Webb, sceneggiatore e scrittore statunitense (Denver, n. 1909 - Beverly Hills, † 1974)

## Scenografi(1)
- Elven Webb, scenografo statunitense (n. 1910 - Londra, † 1979)

## Scrittori(2)
- Charles Webb, scrittore statunitense (San Francisco, n. 1939 - Eastbourne, † 2020)
- Don Webb, scrittore statunitense (Austin, n. 1960)

## Scrittrici(3)
- Linda Nagata, scrittrice statunitense (San Diego, n. 1960)
- Catherine Webb, scrittrice britannica (Londra, n. 1986)
- Mary Webb, scrittrice britannica (Leighton, n. 1881 - St Leonards-on-Sea, † 1927)

## Tenniste(1)
- Vanessa Webb, ex tennista canadese (Mumbai, n. 1976)

## Truccatrici(1)
- Norma Webb, truccatrice britannica

## Velociste(1)
- Violet Webb, velocista britannica (Willesden, n. 1915 - Northwood, † 1999)

## Velocisti(1)
- Ameer Webb, velocista statunitense (Carson, n. 1991)

## Wrestler(1)
- Trent Seven, wrestler inglese (Wolverhampton, n. 1981)

## Senza attività specificata(1)
- Matthew Webb, britannico (Dawley, n. 1848 - Niagara Falls, † 1883)